# Dream Evil (musikalbum)
Dream Evil är hårdrocksgruppen Dios fjärde studioalbum, utgivet 1987. Det blev 43:a på Billboard 200 och 3:a på UK Albums Chart.
Det var bandets första album med gitarristen Craig Goldy, som ersatte originalmedlemmen Vivian Campbell. Inför nästa album, Lock up the Wolves tre år senare, byttes hela bandsättningen, förutom Ronnie James Dio, ut.

## Låtlista
Alla texter är skrivna av Ronnie James Dio.
| 1. | Night People              | Vinny Appice, Jimmy Bain, Dio, Craig Goldy, Claude Schnell | 4:06 |
| 2. | Dream Evil                | Dio, Goldy                                                 | 4:26 |
| 3. | Sunset Superman           | Appice, Bain, Dio, Goldy, Schnell                          | 5:45 |
| 4. | All the Fools Sailed Away | Dio, Goldy                                                 | 7:10 |

| 5. | Naked in the Rain           | Dio                               | 5:09 |
| 6. | Overlove                    | Appice, Dio, Goldy                | 3:49 |
| 7. | I Could Have Been a Dreamer | Dio, Goldy                        | 4:42 |
| 8. | Faces in the Window         | Appice, Bain, Dio, Goldy, Schnell | 3:53 |
| 9. | When a Woman Cries          | Appice, Bain, Dio, Goldy, Schnell | 4:43 |

## Medverkande
Dio
- Ronnie James Dio – sång
- Vinny Appice – trummor
- Jimmy Bain – basgitarr
- Craig Goldy – gitarr
- Claude Schnell – keyboard

Övriga
- Mitchell Singing Boys – kör på "All the Fools Sailed Away"